# Chemins de fer de Corse
Korzika vasúthálózata 1000 mm-es nyomtávolságú, jelenlegi hossza 232 km.
A hálózat két vonalból áll:
- a Bastia–Ajaccio-vonalból, ami 158 km hosszú, és
- a Ponte-Leccia–Calvi-vonalból, ami 74 km-es.

## Története
1877-ben döntöttek úgy, hogy a szigeten vasutat építenek 1000 mm-es nyomtávolsággal, annak ellenére, hogy Korzikán a vasútépítéshez nagyon kedvezőtlenek a terepadottságok. 1879. augusztus 4-ére fogadták el a jogszabályokat.  A sok hegy és völgy miatt a vasúton hidak és alagutak építésére volt szükség. Az első szakaszok 1888. augusztus 1-jén nyíltak meg a forgalom számára Bastia és Corte, valamint Ajaccio és Bocognano között.
1930-ban a keleti parti Solenzarát, 1935-ben pedig Porto-Vecchiót érte el a vasút. Kevesebb, mint 40 km maradt Bonifacióig, de ez már nem készült el.
A második világháború alatt, 1943-ban a megszálló német csapatok 7 nagy part menti folyón átívelő hidat felrobbantottak. A keleti parti vonal maradéka csak Casamozzáig tart, ahonnan Ajaccio és Corte felé lehet továbbmenni. A keleti part menti szakaszt később sem építették újjá.
Villamosítására soha nem került sor.

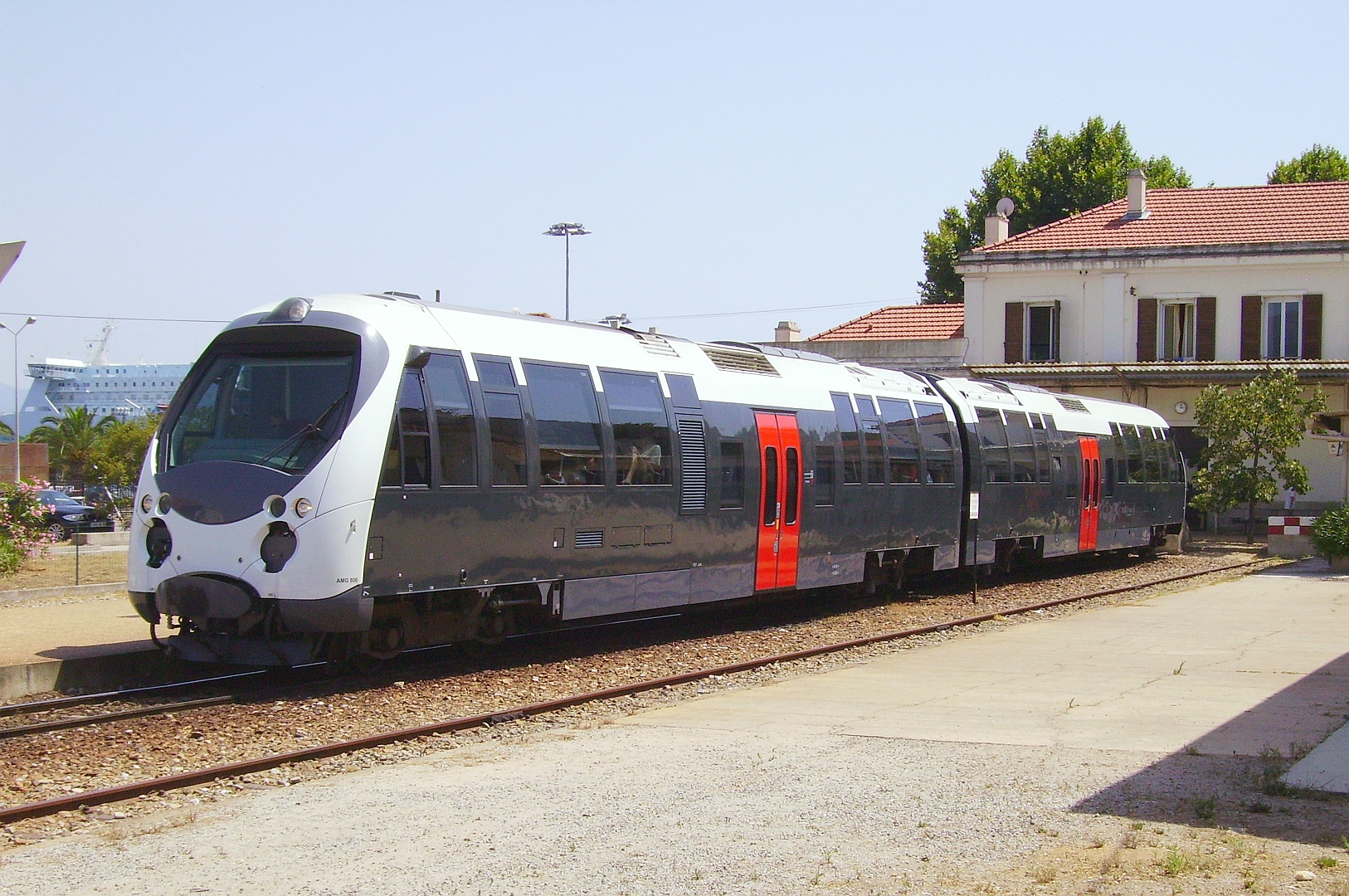
AMG 800-as motorvonat Ajaccio állomáson

2002 óta a Korzikai Közösség nevű regionális önkormányzat az infrastruktúra tulajdonosa, amely 2004–2005 között felújította a vonalakat, 2012 tavaszán AMG 800-as motorvonatokat vásárolt, 2017 óta pedig az állomásokat újítja fel.
2001–2011 között a hálózatot az SNCF üzemeltette. 2011 decemberében létrehozták a Korzikai Vasutak (franciául Chemins de fer de la Corse, korzikaiul Camini di Ferru di a Corsica, röviden CFC) regionális önkormányzati vegyesvállalatot (SAEML), és az üzemelteti.
A szigeten működik Franciaország egyetlen olyan keskeny nyomtávolságú vasútja, mely teherszállítást is végez, a tehervonatok többsége azonban csak a pályafenntartás saját szállítmányait viszi.

## Állomások
| Név                                | Ország        | Közigazgatási egység | Vasútvonal                    | Kép |
| ---------------------------------- | ------------- | -------------------- | ----------------------------- | --- |
| Gare d’Ajaccio                     | Franciaország | Ajaccio              | Bastia–Ajaccio-vasútvonal     |     |
| Gare d’Algajola                    | Franciaország | Algajola             | Ponte-Leccia–Calvi-vasútvonal |     |
| Gare d’Aregno                      | Franciaország | Aregno               | Ponte-Leccia–Calvi-vasútvonal |     |
| Gare d’Erbajolo                    | Franciaország | Bastia               | Bastia–Ajaccio-vasútvonal     |     |
| Gare d’Ucciani                     | Franciaország | Ucciani              | Bastia–Ajaccio-vasútvonal     |     |
| Gare de Barchetta                  | Franciaország | Volpajola            | Bastia–Ajaccio-vasútvonal     |     |
| Gare de Bassanese                  | Franciaország | Bastia               | Bastia–Ajaccio-vasútvonal     |     |
| Gare de Belgodère                  | Franciaország | Belgodère            | Ponte-Leccia–Calvi-vasútvonal |     |
| Gare de Biguglia                   | Franciaország | Biguglia             | Bastia–Ajaccio-vasútvonal     |     |
| Gare de Bocognano                  | Franciaország | Bocognano            | Bastia–Ajaccio-vasútvonal     |     |
| Gare de Bodri                      | Franciaország | L'Île-Rousse         | Ponte-Leccia–Calvi-vasútvonal |     |
| Gare de Borgo                      | Franciaország | Borgo                | Bastia–Ajaccio-vasútvonal     |     |
| Gare de Calvi                      | Franciaország | Calvi                | Ponte-Leccia–Calvi-vasútvonal |     |
| Gare de Camp-Raffali GR 20         | Franciaország | Calenzana            | Ponte-Leccia–Calvi-vasútvonal |     |
| Gare de Campo dell’Oro             | Franciaország | Ajaccio              | Bastia–Ajaccio-vasútvonal     |     |
| Gare de Carbuccia                  | Franciaország | Carbuccia            | Bastia–Ajaccio-vasútvonal     |     |
| Gare de Casamozza                  | Franciaország | Lucciana             | Bastia–Ajaccio-vasútvonal     |     |
| Gare de Casatorra                  | Franciaország | Biguglia             | Bastia–Ajaccio-vasútvonal     |     |
| Gare de Ceppe                      | Franciaország | Biguglia             | Bastia–Ajaccio-vasútvonal     |     |
| Gare de Corte                      | Franciaország | Corte                | Bastia–Ajaccio-vasútvonal     |     |
| Gare de Dolce Vita GR 20           | Franciaország | Calvi                | Ponte-Leccia–Calvi-vasútvonal |     |
| Gare de Francardo                  | Franciaország | Omessa               | Bastia–Ajaccio-vasútvonal     |     |
| Gare de Furiani                    | Franciaország | Furiani              | Bastia–Ajaccio-vasútvonal     |     |
| Gare de Giorgio                    | Franciaország | Lumio                | Ponte-Leccia–Calvi-vasútvonal |     |
| Gare de L'Arinella                 | Franciaország | Bastia               | Bastia–Ajaccio-vasútvonal     |     |
| Gare de L'Île-Rousse               | Franciaország | L'Île-Rousse         | Ponte-Leccia–Calvi-vasútvonal |     |
| Gare de la Balagne-Orizontenovu    | Franciaország | Calvi                | Ponte-Leccia–Calvi-vasútvonal |     |
| Gare de la Maison d'arrêt de Borgo | Franciaország | Borgo                | Bastia–Ajaccio-vasútvonal     |     |
| Gare de la Marine de Davia         | Franciaország | Corbara              | Ponte-Leccia–Calvi-vasútvonal |     |
| Gare de la Piscine de Venaco       | Franciaország | Venaco               | Bastia–Ajaccio-vasútvonal     |     |
| Gare de la Polyclinique            | Franciaország | Furiani              | Bastia–Ajaccio-vasútvonal     |     |
| Gare de La Rocade                  | Franciaország | Furiani              | Bastia–Ajaccio-vasútvonal     |     |
| Gare de Lucciana                   | Franciaország | Lucciana             | Bastia–Ajaccio-vasútvonal     |     |
| Gare de Lumio-Arinella             | Franciaország | Lumio                | Ponte-Leccia–Calvi-vasútvonal |     |
| Gare de Lupino                     | Franciaország | Bastia               | Bastia–Ajaccio-vasútvonal     |     |
| Gare de Mezzana                    | Franciaország | Sarrola-Carcopino    | Bastia–Ajaccio-vasútvonal     |     |
| Gare de Montesoro                  | Franciaország | Bastia               | Bastia–Ajaccio-vasútvonal     |     |
| Gare de Novella                    | Franciaország | Novella              | Ponte-Leccia–Calvi-vasútvonal |     |
| Gare de Palasca                    | Franciaország | Palasca              | Ponte-Leccia–Calvi-vasútvonal |     |
| Gare de Pietralba                  | Franciaország | Castifao             | Ponte-Leccia–Calvi-vasútvonal |     |
| Gare de PK 79 + 800                | Franciaország | Belgodère            | Ponte-Leccia–Calvi-vasútvonal |     |
| Gare de Poggio - Riventosa         | Franciaország | Poggio-di-Venaco     | Bastia–Ajaccio-vasútvonal     |     |
| Gare de Ponte-Leccia               | Franciaország | Morosaglia           | Bastia–Ajaccio-vasútvonal     |     |
| Gare de Ponte-Novu                 | Franciaország | Castello-di-Rostino  | Bastia–Ajaccio-vasútvonal     |     |
| Gare de Purettone                  | Franciaország | Borgo                | Bastia–Ajaccio-vasútvonal     |     |
| Gare de Rivoli                     | Franciaország | Bastia               | Bastia–Ajaccio-vasútvonal     |     |
| Gare de Sainte-Restitude           | Franciaország | Calenzana            | Ponte-Leccia–Calvi-vasútvonal |     |
| Gare de Saltatojo                  | Franciaország | Furiani              | Bastia–Ajaccio-vasútvonal     |     |
| Gare de Sant'Ambroggio             | Franciaország | Lumio                | Ponte-Leccia–Calvi-vasútvonal |     |
| Gare de Sole-Meo                   | Franciaország | Bastia               | Bastia–Ajaccio-vasútvonal     |     |
| Gare de Soveria                    | Franciaország | Soveria              | Bastia–Ajaccio-vasútvonal     |     |
| Gare de Tattone                    | Franciaország | Vivario              | Bastia–Ajaccio-vasútvonal     |     |
| Gare de Tavera                     | Franciaország | Tavera               | Bastia–Ajaccio-vasútvonal     |     |
| Gare de Venaco                     | Franciaország | Venaco               | Bastia–Ajaccio-vasútvonal     |     |
| Gare de Vivario                    | Franciaország | Vivario              | Bastia–Ajaccio-vasútvonal     |     |
| Gare de Vizzavona                  | Franciaország | Vivario              | Bastia–Ajaccio-vasútvonal     |     |
| Gare des Salines                   | Franciaország | Ajaccio              | Bastia–Ajaccio-vasútvonal     |     |
| Gare du Camping Monticello         | Franciaország | Monticello           | Ponte-Leccia–Calvi-vasútvonal |     |
| Gare du Camping Savaggio           | Franciaország | Vivario              | Bastia–Ajaccio-vasútvonal     |     |
| Gare du Club-Med Cocody            | Franciaország | Lumio                | Ponte-Leccia–Calvi-vasútvonal |     |
| Gare du Lido                       | Franciaország | Calvi                | Ponte-Leccia–Calvi-vasútvonal |     |
| Gare du Regino                     | Franciaország | Speloncato           | Ponte-Leccia–Calvi-vasútvonal |     |
| Gare du Tennis-Club                | Franciaország | Calvi                | Ponte-Leccia–Calvi-vasútvonal |     |
| Stazione di Bastia                 | Franciaország | Bastia               | Bastia–Ajaccio-vasútvonal     |     |